# Arbocatalogus
De arbocatalogus is een document, waarin vertegenwoordigende organisaties van werkgevers en werknemers op bedrijfstak of sectorniveau vastleggen welke maatregelen er getroffen moeten worden om te voldoen aan de bedoelingen van de arbowet. Dit document moet met positief resultaat getoetst zijn door de arbeidsinspectie. Dit document kan bestaan uit verschillende hoofdstukken met maatregelen bij arbeidsrisico's, wat in de loop van de tijd uitgebreid kan worden met nieuwe hoofdstukken voor maatregelen bij andere, niet eerder behandelde, arbeidsrisico's. Dat geldt ook voor vernieuwde hoofdstukken.
In een arbocatalogus leggen werkgevers en werknemers in Nederland per bedrijf of branche vast hoe zij aan de doelvoorschriften van de Arbowet kunnen voldoen.
Met doelvoorschriften wordt bedoeld dat veel wettelijke voorschriften wel aangeven wat de bedoeling is, maar niet aangeven hoe dat doel kan worden bereikt. Om die reden worden doelvoorschriften onderscheiden van bijvoorbeeld middelvoorschriften. Middelvoorschriften geven aan welke middelen kunnen worden gebruikt om bepaalde doelen te bereiken.
- Voorbeeld 1: veel lawaai is een belangrijk risico omdat de werknemer daar (vaak veel later) slechthorend of doof van kan worden. Daarom staat er in de wet -als doelvoorschrift- dat vanaf een geluidsniveau van 80 dB(A) gehoorbescherming verplicht is. Dat is dus een heldere wettelijke grens. Vertegenwoordigende organisaties van werkgevers en werknemers op sectorniveau kunnen nu in hun arbocatalogus zélf vastleggen dat zij binnen hun branche of bedrijfstak een geluidsniveau van 78 dB(A) gehoorbescherming verplicht is in hun bedrijf of branche. In de arbocatalogus kunnen de vertegenwoordigende partijen die grens wel verlagen, maar niet verhogen.

Niet bij alle arbeidsrisico's zijn grenswaarden vast te stellen en daarom zijn er ook globale doelvoorschriften in de wet vastgelegd. Voor die arbeidsrisico's kunnen vertegenwoordigende organisaties van werkgevers en werknemers op sectorniveau nu zelf in hun arbocatalogus  vastleggen dat zij binnen hun branche wel grenswaarden of doelstellingen vaststellen.
Tenslotte zijn er ook arbeidsrisico's, waarvoor procesnormen of een procesnormalisatie moet(en) worden overeengekomen. In een procesnorm wordt vastgelegd  dat voor een bepaald risico een nadere regeling is vereist.
- Voorbeeld 2: in de arbowet wordt voor psychosociale arbeidsbelasting (PSA) een procesnorm voorgeschreven. Dat kan een eenvoudige norm zijn, dat de werkgever verplicht is om de ondernemingsraad jaarlijks te informeren over de vraag of zich in het voorgaande jaar rond een bepaald risico problemen hebben voorgedaan en wat de werkgever daar aan heeft gedaan. Een andere norm kan zijn dat de arbodienst bepaalde informatie aan de werkgever verstrekt.

De hierboven aangegeven wijze toont aan dat vertegenwoordigende partijen per branche zelf nadere regels kunnen en mogen stellen om bepaalde arbeidsrisico's aan te pakken, ten einde de risico's tot een minimum te beperken in hun eigen branche. 

## Geschiedenis
De arbeidsomstandighedenwet werd -rond de eeuwwisseling naar 2000- enerzijds hoe langer hoe meer ondoorzichtig en anderzijds constateerden werkgeversverenigingen en vakbonden dat -hoe goed bedoeld ook- de regeldruk erg hoog werd. 
Daarom werd -onder meer- de arbowet per 1 januari 2007 gewijzigd. Er werd vanaf die tijd onderscheid gemaakt in het domein wat door de overheid wordt bepaald, als wetgever, en een privaat domein wat door de sociale partners wordt ingevuld.
Met deze oplossing werd door de overheid gekozen om de sociale partners meer verantwoordelijkheid te geven bij de uitvoering van het arbobeleid. Om die reden werd de arbocatalogus ingevoerd, die daarom ook per bedrijf of branche kan worden opgesteld. De veiligheid, de gezondheid en het welzijn bij de arbeid staat hierin centraal.

## Inhoud
In een arbocatalogus staan aanwijzingen hoe de werkgever kan voldoen aan de Arbowetgeving, bijvoorbeeld:
- een risicoprofiel van de sector
- mogelijke oplossingen voor veelvoorkomende risico’s binnen de sector
- een inschatting van de effectiviteit, de kosten en mogelijke leveranciers van de oplossing
- een overzicht van hulpmiddelen afgestemd op de voornaamste risico’s binnen de sector

Aan de hand van deze aanwijzingen moeten de methoden en oplossingen beschreven staan.

## Verantwoordelijkheid en toetsing
De indieners van de arbocatalogus, dus vertegenwoordigers namens het bedrijf of de branche, zijn verantwoordelijk voor de inhoud en publicatie.
De arbocatalogus wordt getoetst door de Nederlandse Arbeidsinspectie.  Zodra een arbocatologus door de Arbeidsinspectie goedgekeurd is vormt de catalogus het uitgangspunt voor controle op handhaving van de Arbowet. Op deze wijze heeft élke branche een arbocatalogus.